# Instituto Cultural Cravo Albin
O Instituto Cultural Cravo Albin (ICCA) é uma instituição brasileira sem fins lucrativos, sediada no bairro da Urca, na cidade do Rio de Janeiro.
Foi fundado em 2001 pelo jornalista e musicólogo baiano Ricardo Cravo Albin, com o objetivo de incentivar a pesquisa e a divulgação da cultura brasileira, em especial da música popular. Sua sede tem 3 mil metros quadrados e foi doada pelo fundador, reunindo inicialmente seu acervo pessoal; mais tarde a coleção foi ampliada com doações de pesquisadores, instituições e particulares.
O acervo musical conta com mais de 30 mil discos de vinil, cinco mil CDs, quatro mil partituras, dois mil rolos de fitas e 700 fitas cassete. Há itens raros como as primeiras gravações produzidas pela Casa Edison, a primeira gravadora do Brasil, no início do século XX, partituras originais de arranjos assinados por Radamés Gnattali, e discos do início da carreira de cantores que depois fizeram renome, como Dalva de Oliveira e Cauby Peixoto. O acervo documental é também rico e tem sido fonte para várias pesquisas. Entre as doações recebidas de particular relevo estão a grande coleção de documentos e fotografias do Canecão, lendária casa de espetáculos do Rio, e o acervo do extinto Museu do Rádio, incluindo equipamentos de transmissão e milhares de discos. Há também coleções de móveis, roupas, instrumentos musicais, roteiros de espetáculos, vídeos, gravações de depoimentos, obras de arte, medalhas e troféus, fotografias, revistas, jornais e raridades como uma sanfona de Luiz Gonzaga, um par de sapatos plataforma de Carmem Miranda, violões de Luiz Bonfá, Herivelto Martins e Cartola, uma roupa de show das Frenéticas, e um chocalho de prata de Pixinguinha com a partitura da canção Carinhoso gravada no metal.
O acervo totaliza mais de 50 mil itens e foi tombado pelo Instituto Estadual do Patrimônio Cultural em 2018. Segundo a descrição de tombamento, o arquivo fonográfico é "considerado um dos mais importantes em matéria de long-plays de música popular brasileira. [...] Como principais referências desse valioso acervo, destacamos a biblioteca, incluindo publicações sobre a música brasileira e a cidade do Rio de Janeiro, com cerca de 4 mil volumes", sendo assinalada também "a exemplar diversidade de bens culturais presentes neste acervo, sem dúvida, uma das maiores referências para a valorização da música popular brasileira".

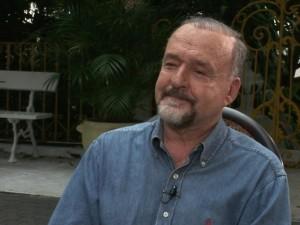
Ricardo Cravo Albin

O Instituto tem um espaço para exposições, organiza saraus e apresentações de MPB, lança livros e catálogos temáticos, e mantém uma revista, Carioquices, voltada para a música, literatura, cultura e artes da cidade do Rio. Há muitos anos a instituição tem o amparo da FAPERJ, que mantém um programa de bolsas de iniciação científica para jovens pesquisadores. Segundo Sonia Cristina Reis, professora da Universidade Federal do Rio de Janeiro, "o instituto tem buscado atrair jovens estudantes de graduação para o trabalho de pesquisa e preservação da memória da música que realiza". São mantidas parcerias científicas com a Universidade do Estado do Rio, a Universidade Federal Fluminense e a Universidade Federal do Estado do Rio.
Em 2011 a Assembleia Legislativa o declarou entidade de Utilidade Pública do Estado do Rio de Janeiro. Em 2012, com as verbas minguando, surgiu a ideia de transferir o Instituto para o município. No mesmo ano, em parceria com o Ministério da Cultura e a Funarte, foi lançado o livro MPB: A história de um século. Também lançou, com apoio da FAPERJ, o projeto MPB: a História da Música Popular nas Escolas, que produziu um kit de material didático para distribuição em escolas, ao longo de quatro anos, incluindo um CD de músicas brasileiras, um vídeo sobre a história da MPB; pôsteres e seis livretos, além de envolver palestras e outras atividades educativas. É um dos parceiros no projeto Casa da Democracia, lançado pela Assembleia Legislativa em 2023, um centro cultural que futuramente vai ocupar o prédio histórico do Palácio Tiradentes.

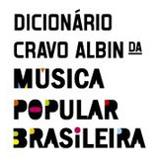
Logotipo do Dicionário

O principal projeto do Instituto é o Dicionário Cravo Albin de Música Popular Brasileira, mantido com apoio da FAPERJ, uma publicação digital de referência, com cerca de doze mil verbetes e em constante atualização, lançado originalmente em papel em 1995. O Dicionário é dedicado a resgatar e consolidar a memória musical brasileira, e segundo Luã Leal, "busca manter a unidade em torno de uma narrativa geral que permite o alinhamento de diferentes períodos históricos de produção artística dentro de um mesmo fio condutor: a MPB como marca da identidade nacional". Em 2007, em parceria com o Instituto Antônio Houaiss, uma versão resumida foi reimpressa em papel com o título Dicionário Houaiss Ilustrado da Música Brasileira, saudado pela revista Rolling Stone como "precioso", trazendo "biografias e dados relevantes sobre 5.322 autores, intérpretes, grupos, agremiações, blocos e estilos musicais brasileiros urbanos e vem com o repertório resumido da obra de 1,5 mil, além da discografia de quase 2 mil grandes nomes e grupos da MPB. A obra ainda vem ilustrada com mais de 500 ilustrações de artistas brasileiros". Gilberto Gil elogiou o Dicionário dizendo: "Que Ricardo Cravo Albin era um grande divulgador da música popular todo mundo já sabia. Agora com o Dicionário Cravo Albim da MPB, o mais novo integrante da família Houaiss de dicionários, ele se excede. Este volume é admirável e erudito pelos nomes que embalaram a alma carioca e tomaram todo o Brasil — do lundu à música atual, passando pela modinha, o choro, o samba, a bossa-nova e tantos outros cantares de tanto encanto". Segundo Luiz Fernando Vianna, é "o maior livro do gênero já produzido no país".